# Moctezuma (métro de Mexico)
Pour les articles homonymes, voir Moctezuma.
Moctezuma est une station de la Ligne 1 du métro de Mexico, située à l'est de Mexico, dans la délégation Venustiano Carranza.

## La station
La station ouverte en 1969, doit son nom à la proche Colonia (Colonie) Moctezuma, nommée en l'honneur de l'antépénultième empereur aztèque Moctezuma II Xocoyotzin. Son emblème est une représentation de la coiffe en plumes (Penacho) de Moctezuma, qui se trouve actuellement à Vienne, en Autriche.